# Neunkirchen (Sarre)
Neunkirchen é uma cidade da Alemanha localizada no distrito de Neunkirchen, estado do Sarre.